# Tobiko
Tobiko (とびこ?) es el término japonés para designar la hueva de pez volador usada en la elaboración de ciertos tipos de sushi. El tobiko se usa a veces como ingrediente del California roll, así como de otras recetas japonesas.

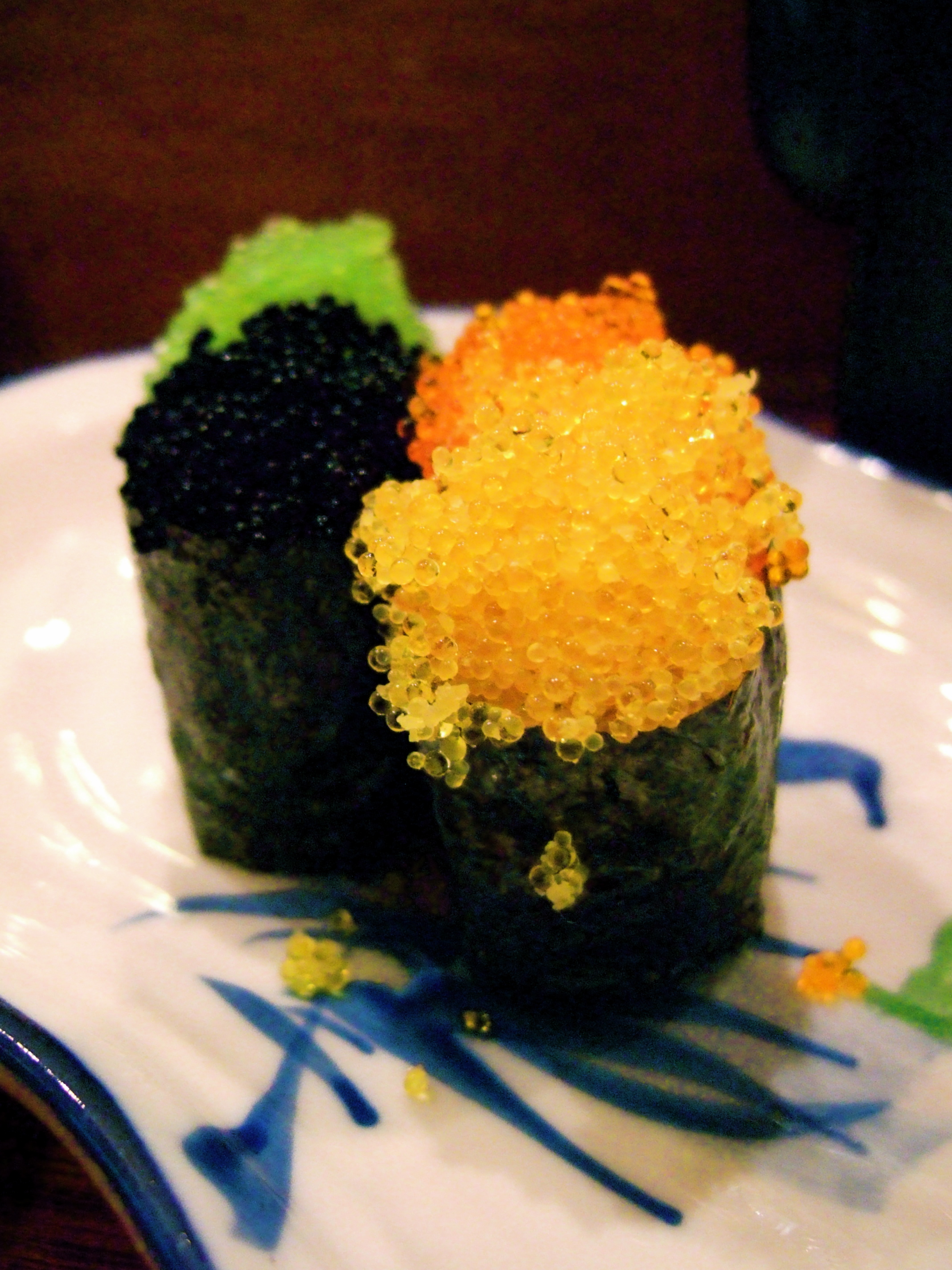
Tobiko de diversos colores.

Las huevas son pequeñas, entre 0,5 y 0,8 mm. En comparación, el tobiko es mayor que el masago (hueva de capelán) pero menor que el ikura (caviar de salmón). El tobiko normal tiene un color rojo anaranjado, un sabor suave ahumado-salado y una textura crujiente. A veces se colorea con wasabi (verde), yuzu (naranja pálido) o tinta de calamar (negro).
A menudo se sustituye por masago (hueva de capelán) debido a su apariencia y sabor parecidos.
- Datos: Q2914810
- Multimedia: Tobiko / Q2914810